# 電影殿堂
電影殿堂（韓語：영화의전당）位於韓國釜山廣域市海雲臺區，是釜山國際電影節的官方專屬場地。由奧地利的库柏·西梅布芬事务所（又稱藍天組）設計，於2011年9月29日開幕。由Cinemountain、BIFF Hill、Double Cone等3棟建築構成。截至2013年7月，它擁有最長的懸臂式屋頂而被列入吉尼斯世界紀錄。

## 外部連結
- 官方网站

35°10′16″N 129°07′38″E / 35.1712°N 129.1272°E